# Alan Young
Alan Young, nome vero Angus Young (North Shields, 19 novembre 1919 – Los Angeles, 19 maggio 2016), è stato un attore, doppiatore e sceneggiatore britannico naturalizzato canadese nel 1925 poi divenuto statunitense nel 1944, particolarmente noto per aver doppiato Paperon de' Paperoni dal 1983 fino alla morte.

## Biografia
Nacque in Inghilterra, ma visse i suoi primi anni con i genitori a Edimburgo, in Scozia. La famiglia si trasferì quindi in Canada quando Young aveva 6 anni.
Lavorò in numerosi film, come attore e come doppiatore. Interpretò il personaggio di Wilbur Post nella serie televisiva Mister Ed, il mulo parlante. Tra i personaggi da lui doppiati, Paperon de' Paperoni.

## Vita privata
Alan Young si sposò nel 1941 con Mary Anne Grimes ed ha avuto due figli. Il matrimonio finì nel 1947 con un divorzio. Nel 1948 si risposò con Virginia McCurdy ed hanno avuto due figli; un anno dopo il loro divorzio, avvenuto nel 1995, si è risposato con Mary Chipman da cui ha divorziato un anno dopo.
È cugino dell'attrice Laura Mennell.

## Filmografia parziale

### Attore

#### Cinema
- Margie, regia di Henry King (1946)
- Il signor Belvedere va in collegio (Mr. Belvedere Goes to College), regia di Elliott Nugent (1949)
- Androclo e il leone (Androcles and the Lion), regia di Chester Erskine (1952)
- Gli uomini sposano le brune (Gentlemen Marry Brunettes), regia di Richard Sale (1955)
- Le meravigliose avventure di Pollicino (Tom Thumb), regia di George Pal (1958)
- L'uomo che visse nel futuro (The Time Machine), regia di George Pal (1960)
- Il gatto venuto dallo spazio (The Cat from Outer Space), regia di Norman Tokar (1977)
- Beverly Hills Cop III - Un piedipiatti a Beverly Hills III (Beverly Hills Cop III), regia di John Landis (1994)
- The Time Machine, regia di Simon Wells (2002)

#### Televisione
- General Electric Theater – serie TV, episodio 2x20 (1954)
- Screen Directors Playhouse – serie TV, episodio 1x06 (1955)
- La signora in giallo (Murder, She Wrote) – serie TV, episodi 2x14 (1986)
- Benvenuti a "Le Dune" (Coming of Age) – serie TV, 15 episodi (1988-1989)
- Sabrina, vita da strega (Sabrina, the Teenage Witch) – serie TV, episodi 1x18 (1997)
- E.R. - Medici in prima linea (ER) – serie TV, episodi 7x4 (2000)

### Doppiatore
- I Puffi (The Smurfs) – serie TV, 122 episodi (1981-1989)
- Canto di Natale di Topolino (Mickey's Christmas Carol), regia di Burny Mattinson (1983) anche sceneggiatore
- Basil l'investigatopo (The Great Mouse Detective), regia di Ron Clements, Burny Mattinson, David Michener e John Musker (1986)
- DuckTales - Avventure di paperi (DuckTales) – serie TV, 99 episodi (1987-1990)
- Zio Paperone alla ricerca della lampada perduta (DuckTales the Movie: Treasure of the Lost Lamp), regia di Bob Hathcock (1990)
- Mickey Mouse Works – serie TV, episodi 1x6-2x3 (1999)
- Topolino e la magia del Natale (Mickey's Once Upon a Christmas), regia di Jun Falkenstein, Alex Mann, Bradley Raymond, Toby Shelton e Bill Speers (1999)
- House of Mouse - Il Topoclub (House of Mouse) – serie TV, episodi 3x5-3x11-4x5 (2002)
- Topolino strepitoso Natale! (Mickey's Twice Upon a Christmas), regia di Carole Holliday, Matthew O'Callaghan e Theresa Cullen (2004)

## Doppiatori italiani
Nelle versioni in italiano delle opere in cui ha recitato, Alan Young è stato doppiato da:
- Cesare Barbetti in Le meravigliose avventure di Pollicino
- Stefano Sibaldi in L'uomo che visse nel futuro
- Gianfranco Bellini ne Il gatto venuto dallo spazio
- Giorgio Favretto in Love Boat
- Ettore Conti in Beverly Hills Cop III - Un piedipiatti a Beverly Hills III
- Pino Locchi  in Benvenuti a "Le Dune"
- Vincenzo Ferro in E.R. - Medici in prima linea
- Toni Orlandi in The Time machine
- Enrico Maggi in Mister Ed, il mulo parlante (doppiaggio tardivo)

Da doppiatore è sostituito da:
- Giorgio Lopez in Mickey Mouse Works, Topolino e la magia del Natale, House of Mouse - Il Topoclub, Topolino strepitoso Natale!, Topolino
- Gigi Angelillo in Canto di Natale di Topolino (ridoppiaggio), Basil l'investigatopo, DuckTales - Avventure di paperi, Zio Paperone alla ricerca della lampada perduta
- Edoardo Nevola ne I Puffi (Minatore)
- Massimo Lodolo ne I Puffi (Minatore - ep. 05x07)
- Mauro Gravina ne I Puffi (Contadino)
- Tatiana Dessi ne I Puffi (Pauroso)
- Mario Milita in Canto di Natale di Topolino
- Claudio Moneta in The Ren & Stimpy Show